# Guillaume Cornelis van Beverloo
Guillaume Cornelis van Beverloo (født 3. juli 1922 i Liege, Belgien, død 5. september 2010 i Auvers-sur-Oise), bedre kendt under kunstnernavnet Corneille, var en hollandsk kunstner.
Corneille blev født i Liège, Belgium, men hans forældre var hollandske og de flyttede tilbage til Holland da han var 12 år gammel. Corneille studerede kunst ved Kunstakademiet i Amsterdam. Han var en af grundlæggerne af REFLEX bevægelsen i 1948. I 1948 inviterede Asger Jorn ham til at deltage i Høstudstillingen og senere samme år var han i Paris en af grundlæggerne CoBrA bevægelsen, der som danske medlemmer talte Asger Jorn, Ejler Bille, Egill Jacobsen og Carl-Henning Pedersen. Han var desuden medgrundlægger af bevægelsen Experimentele Groep Holland. Han var aktiv inden for CoBrA gruppen fra begyndelsen, ikke blot med at male, men også ved at udgive poesi i "COBRA Magazine". Den poetiske Corneille var stærkt påvirket af Joan Miró og Paul Klee.
Efter CoBrA gruppens opløsning i 1951 flyttede Corneille til Paris og begyndte at samle på afrikansk kunst. Disse kunstgenstande blev tydelige i hans egne værker, som tog en mere fantasifuld drejning, som landskaber set fra fugleperspektiv, eksotiske fugle (corneille betyder 'krage' på fransk), katte, kvinder og stiliserede former.